# 細川興昌
細川 興昌（ほそかわ おきまさ）は、江戸時代前期の大名。常陸国谷田部藩2代藩主。官位は従五位下・玄蕃頭。

## 略歴
慶長9年（1604年）、細川興元（細川幽斎の次男、のちの初代谷田部藩主）の長男として京都にて誕生した。元和5年（1619年）に父が死去したため家督を継ぐ。元和8年（1622年）に従五位下・玄蕃頭に叙位・任官する。
藩政では六斎市の開設、城下町の建設などに尽力した。城下町の規模は異常に小さく大名らしくないと揶揄されたこともあったとされる。寛永20年（1643年）3月22日に死去した。享年40。跡を長男の興隆が継いだ。

## 系譜
父母
- 細川興元（父）
- いと - 沼田清延の娘（母）

正室
- 加藤貞泰の娘

子女
- 細川興隆（長男） 生母は正室